# Диме Туриманджовски
Диме Панев Туриманджовски с псевдоним Горски (на македонска литературна норма: Диме Туриманџовски - Горски) е югославски партизанин и деец на НОВМ.

## Биография
Роден е през 1913 година в Кавадарци. През 1941 година става член на ЮКП. През 1943 година се включва в НОВМ в рамките на Тиквешкия народоосвободителен партизански отряд „Добри Даскалов“. По-късно става командир на Народоосвободителен батальон „Страшо Пинджур“, а след създаването на Втора македонска ударна бригада на 20 декември 1943 година е неин командир до края на май 1944. От 1944 година е член на Главния щаб на НОВ и ПОМ. Делегат е на Първото заседание на АСНОМ. Умира при самолетна катастрофа в Кралево.